# تشارلز ك. سميث (سياسي أمريكي)
تشارلز ك. سميث (بالإنجليزية: Charles K. Smith) هو محامي وقاضي وسياسي أمريكي، ولد في 15 فبراير 1799، وتوفي في 28 سبتمبر 1866.